# 大阪医科薬科大学薬用植物園
大阪医科薬科大学薬用植物園（おおさかいかやっかだいがくやくようしょくぶつえん）は、大阪医科薬科大学が管理運営する薬用植物園である。

## 概要
1924年、大阪府守口市の守口校舎に開園。1996年に高槻市に移転した。阿武山のふもと、阿武山キャンパスの東端に位置する。植物園面積は4995m2で、800種余りの薬用植物を栽培する。原則として非公開であるが、4～7月および9～11月の第3土曜日には一般公開が行われる。セリ科・マメ科・キンポウゲ科・シソ科の植物を栽培し、生薬学的研究に供していること、武田薬品工業京都薬用植物園や東京都島しょ農林水産総合センターなど他の施設との連携で成果を上げている点も特徴の一つである。